# Army of Mississippi
Het Army of Mississippi was een leger van de Geconfedereerde Staten van Amerika tijdens de Amerikaanse Burgeroorlog. Deze naam werd voor drie verschillende formaties gebruikt tijdens het conflict. Het mag niet verward worden met een bijna gelijknamig leger van het Union Army die de naam  Army of the Mississippi heette. Het Zuidelijke leger werd vernoemd naar de staat Mississippi terwijl het Noordelijke leger vernoemd werd naar de gelijknamige rivier.

## Army of Mississippi (maart 1862)
Dit leger, die ook gekend was onder de naam Army of the West,  was één van de belangrijkste legers aan het westelijke front. Dit leger werd ingezet tijdens de Slag bij Shiloh, het Beleg van Corinth en de Slag bij Perryville. Dit leger werd opgericht op 5 maart 1862. Op 13 maart werd het versterkt met eenheden van het Army o Pensacola. Op 20 november 1862 kreeg dit leger de nieuwe naam van Army of Tennessee.

### Overzicht van de bevelhebbers
| Bevelhebber                                   | Van                                        | Tot               | Veldslagen en veldtochten |
| --------------------------------------------- | ------------------------------------------ | ----------------- | ------------------------- |
| Generaal P.G.T. Beauregard                    | 5 maart 1862 (op post vanaf 17 maart 1862) | 29 maart 1862     |                           |
| Generaal Albert Sidney Johnston (gesneuveld)  | 29 maart 1862                              | 6 april 1862      | Shiloh                    |
| Generaal P.G.T. Beauregard                    | 6 april 1862                               | 6 mei 1862        |                           |
| Generaal Braxton Bragg                        | 6 mei 1862 (op post vanaf 7 mei 1862)      | 5 juli 1862       | Corinth                   |
| Generaal-majoor William J. Hardee (tijdelijk) | 5 juli 1862                                | 15 augustus 1862  |                           |
| Generaal Braxton Bragg                        | 15 augustus 1862                           | 28 september 1862 |                           |
| Luitenant-generaal Leonidas Polk (tijdelijk)  | 28 september 1862                          | 7 november 1862   | Perryville                |
| Generaal Braxton Bragg                        | 7 november 1862                            | 20 november 1862  |                           |

## Army of Mississippi (december 1862)
Het tweede leger met deze naam werd ook wel het Army of Vicksburg genoemd. Het werd opgericht op 7 december 1862 met eenheden uit de departementen van Mississippi en oostelijk Louisiana en het Army of West Tennessee. Het enige doel van dit leger was de verdediging van Vicksburg Mississippi. Na een langdurig beleg gaf de Zuidelijke generaal John C. Pemberton de stad over aan generaal-majoor Ulysses S. Grant op 4 juli 1863. Met deze overgave hield het tweede Army of Mississippi op te bestaan. Met het verlies van deze stad slaagden de Noordelijken erin om de Mississippi in handen te krijgen en de Zuidelijke staten in twee te splitsen.

### Overzicht van de bevelhebbers
| Bevelhebber                               | Van              | Tot              | Veldslagen en veldtochten |
| ----------------------------------------- | ---------------- | ---------------- | ------------------------- |
| Luitenant-generaal John C. Pemberton      | 7 december 1862  | 9 december 1862  |                           |
| Generaal-majoor Earl Van Dorn (tijdelijk) | 9 december 1862  | 17 december 1862 |                           |
| Luitenant-generaal John C. Pemberton      | 17 december 1862 | 4 juli 1863      | Vicksburgveldtocht        |

## Army of Mississippi (1863-1864)
Het derde leger met deze naam was het  III Corps, Army of Tennessee die op 4 mei 1864 werd opgenomen in het Army of Tennessee maar zijn oude naam als Army of Missisippi bleef gebruiken.

### Overzicht van bevelhebbers
| Bevelhebber                          | Van             | Tot             | Veldslagen en veldtochten |
| ------------------------------------ | --------------- | --------------- | ------------------------- |
| Luitenant-generaal William J. Hardee | 30 juli 1863    | 23 oktober 1863 |                           |
| Luitenant-generaal Leonidas Polk     | 23 oktober 1863 | 14 juni 1864    | Atlantaveldtocht          |
| Generaal-majoo William W. Loring     | 14 juni 1864    | 4 juli 1864     |                           |